# Lauma

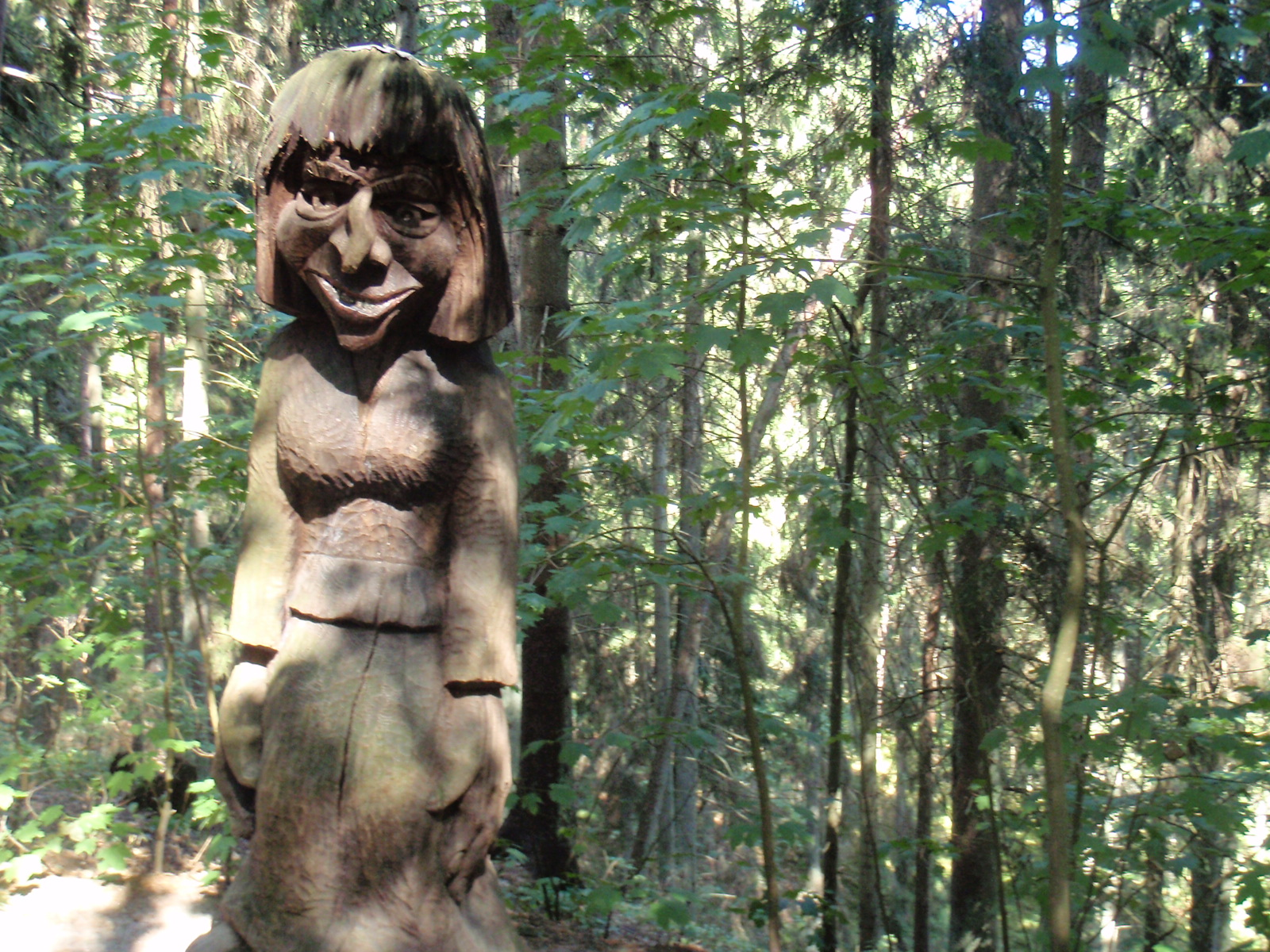
Lauma dobrá čarodějnice, plastika Romase Venckuse, 1980

Lauma či Laume je baltská bohyně spojovaná se zemí, vodami, porodem a předením, která ve folklóru splynula s vílou, čarodějnicí nebo babicí. Blízký vztah ke čtvrtku, dni zasvěcenému hromovládci, a k hromovým kamenům, může znamenat, že Lauma byla spojena s Perkunasem. Podle etnoložky Nijolė Laurinkienė byla Perkunovou manželkou, která s ním žila na obloze, ale nějak, snad nevěrou, se prohřešila a byla sražena na zem. Lze ji také srovnat s českou polednicí či divoženkou, v mnoha ohledech připomíná také slovanskou Mokoš. K dalším baltským bohyním země pak patří lotyšská Zemes māte a litevská Žemina.
Lauma se objevuje v několika raně novověkých písemných pramenech:
- V díle Preussische Schaubühne Matthaea Praetoria z konce 17. století je zařazena mezi vodní božstva a předchází jí jméno boha Antrimpa.
- V litevském slovníku Jacoba Brodowskiho z roku 1730 jako „Lucina Lauma, bohyně porodu“.
- V litevském slovníku Philippa Ruhiga z roku 1747 jako „Laume – pozemská bohyně pohanů; strašidlo, které způsobí že neštěstí stane se, když se ve čtvrtek a poté v noci přede“.
- V lotyšském slovníku J. Langeho  z roku 1777 jako „Laume – bohyně země. (...) Vládla nad zemí.”
- V lotyšské gramatice G. F. Stendera  z roku 1783 jako „Bohyně země, jež nad zemí vládne; která večer před pátkem, zvaným Pìektvakars, tj. ‚pátý večer‘, byla uctívána; tehdy žádná dívka nesměla příst. Zvláštní moci nabyla nad deštěm a krupobitím. Dodnes laume znamená tolik, co ‚čarodějnice‘.”

Výraz laume se objevuje i v současných baltských jazycích. V litevštině znamená laumė nebo laũmė „druh víly, která někdy koná zlomyslné skutky“, v lotyštině laũma pak „létající čarodějnice, zaříkávačka“. Jméno se také objevuje v různých idiomech, duha je „pás Laumy“, hromový kámen je „ňadro Laumy“ a jmelí „koště Laumy“. Její jméno se může ozývat v toponymech, jako je pruské Laumygarbis a litevské Laumėkalnis a Laũmes-kalns, která lze všechna vyložit jako „hora Laumy“. Slovo proniklo i do sousedních slovanských jazyků, v polštině znamená ławma „rusalka“, v běloruštině laŭma znamená „vědma, čarodějnice“. Jméno Lauma lze vyložit z praindoevropského kořene *(H1)leudh- „růst, rodit“, podobně jako jméno římského boha vegetace Libera a řecké bohyně porodu Eileithýi. V prabaltštině by pak její jméno znělo *Laudm(ij)ā.
V litevském folklóru mívá podobu krásné ženy s dlouhými světlými vlasy a velkými ňadry, kterou lidé mohou zahlédnou jak se koupe. Může se do ní zamiloval lidský mladík a mít s ní děti, jedno z nich ale pak Perkunas zabije. Jindy je Lauma mladíkem opuštěna a své děti podstrkuje lidem podobně jako lotyšská Zemessieva. V jiných případech vlastní děti mít nemůže a proto lidské děti krade. Často jsou ale laumy blahovolné a pomáhají sirotkům a mladým dívkám. Jindy má podobu ošklivé ženy s velkými zuby, dlouhýma rukama, železnými nehty a slepičíma nohama. Ošklivá lauma splývá s raganou, tedy čarodějnicí, a mění sama sebe v hada či ropuchu, zatímco lidi v ptáky, psy či koně; a může sát kravám mléko. Existují příběhy, podle kterých ji unesl Velnias a ona se stala jeho manželkou.